# فيضانات أمارناث 2022
فيضانات أمارناث 2022 في 8 يوليو 2022 تسبب الفيضان الناجم عن انفجار السحب في أمارناث في الهند في مقتل ما لا يقل عن 16 شخصًا وفقد العشرات من الحجاج الآخرين.